# Myxotrichum herbariense
Myxotrichum herbariense är en lavart som först beskrevs av G.F. Orr & Kuehn, och fick sitt nu gällande namn av Apinis 1964. Myxotrichum herbariense ingår i släktet Myxotrichum och familjen Myxotrichaceae.   Inga underarter finns listade i Catalogue of Life.